# Les Démineurs
Pour plus de détails, voir Fiche technique et Distribution.
Pour un autre film, voir Démineurs.
Les Démineurs (Sweepers) est un film d'action américain, réalisé par Keoni Waxman, réalisé en 1998.

## Fiche technique
- Titre original : Sweepers
- Titre français (Edition DVD) : Sweepers
- Titre français (Diffusions TV) : Danger : terrain miné ; Les Démineurs
- Réalisation : Keoni Waxman
- Scénatio : Kevin Bernhardt et Keoni Waxman
- Producteur : Avi Lerner
- Compositeur : Serge Colbert
- Photographie : Yossi Wein
- Genre : Action
- Durée : 96 min
- Date de sortie :États-Unis 1999

## Distribution
- Dolph Lundgren : Christian Erickson
- Bruce Payne : Dr. Cecil Hopper
- Claire Stansfield  : Michelle Flynn
- Ian Roberts : Yager
- Fats Bookholane : Old Mo
- Sifiso Maphanga : Arthur
- Ross Preller : Jack Trask
- Nick Boraine (en) : Mitch
- Cecil Carter : Ray Gunn
- Zukile Ggobose : Zukili
- David Dukas : Sweeper